# Adolf W. Edelsvärd

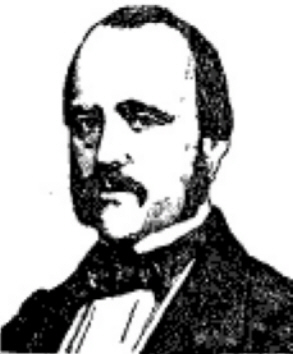
Adolf W. Edelsvärd

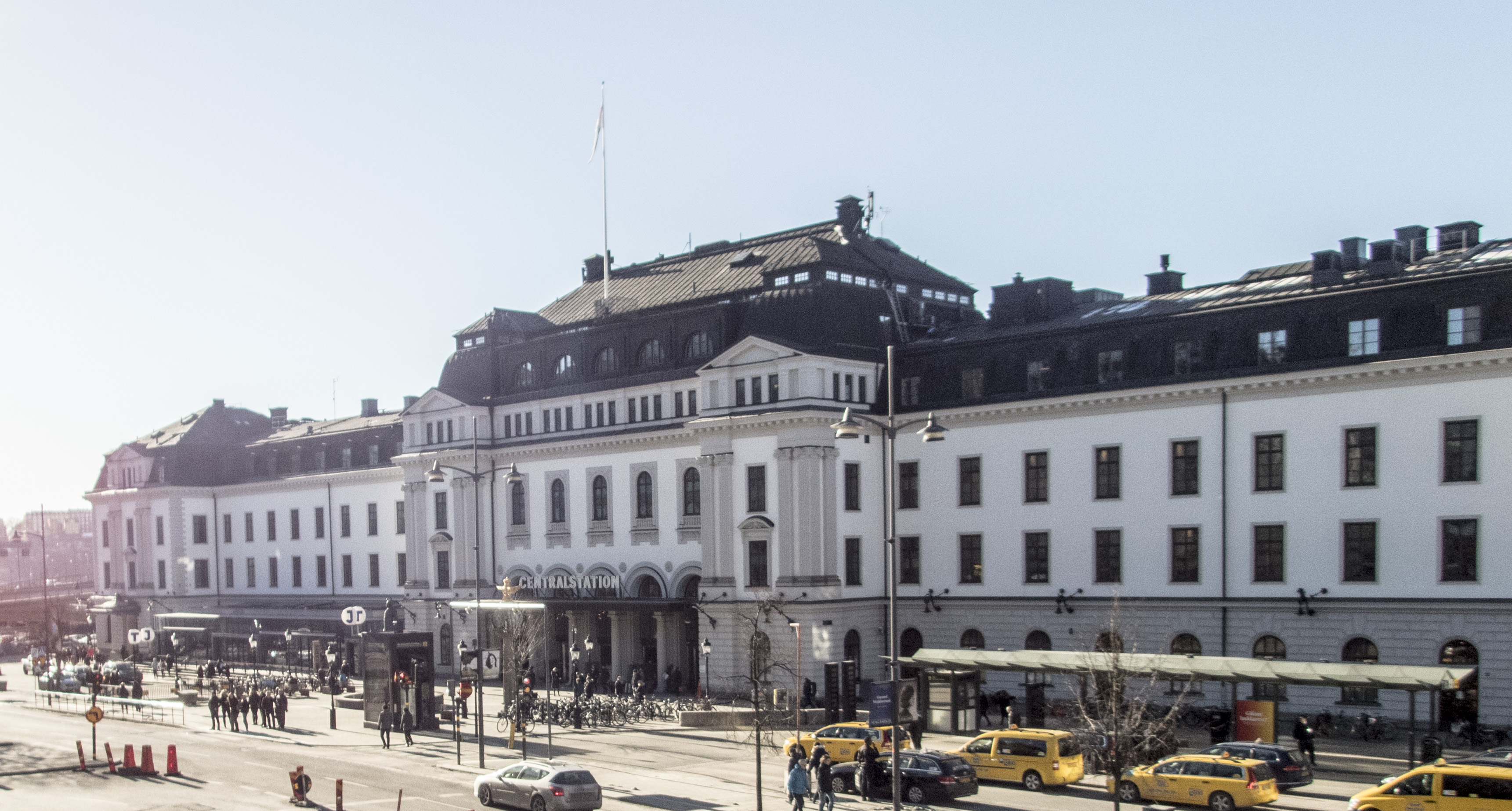
Stockholm Hauptbahnhof

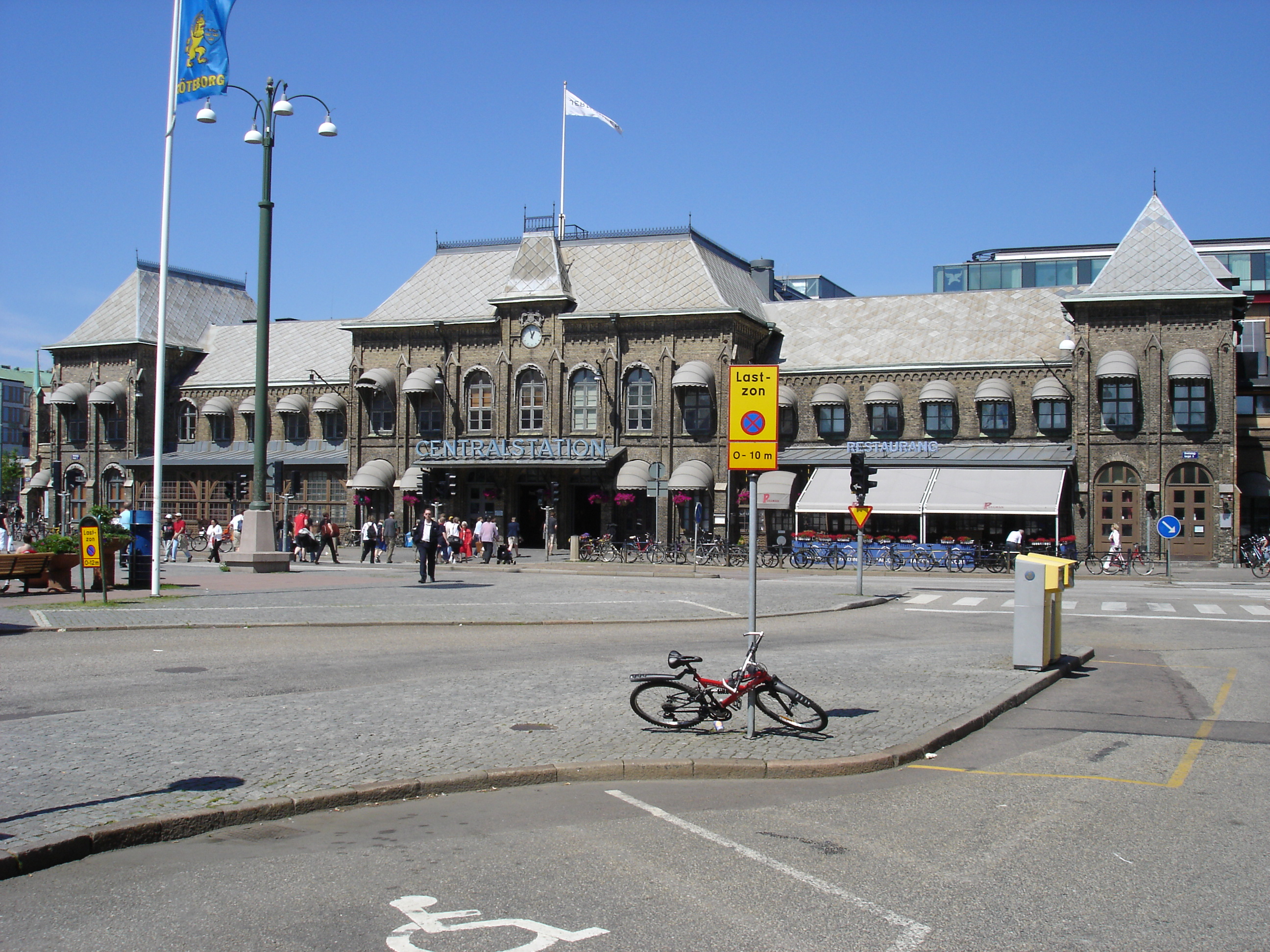
Göteborg Hauptbahnhof

Adolf Wilhelm Edelsvärd (* 28. Juni 1824 in Östersund; † 15. Oktober 1919 in Stockholm) war ein schwedischer Architekt und Bauingenieur.

## Leben
Edelsvärd wurde 1855, ein Jahr bevor die erste staatliche Strecke öffnete, Chefarchitekt des Statens Järnvägars arkitektkontor (deutsch Architekturbüro der Staatlichen Eisenbahnen) der Statens Järnvägar (SJ). Während der 40 Jahre, die Edelsvärd Leiter des Architekturbüros der Bahn war, wurden 5.725 Gebäude an den staatlichen Bahnstrecken errichtet, darunter 297 Bahnhofsgebäude. Edelsvärd legte großen Wert auf die Gestaltung und Funktionalität der Bahnhofsgebäude, nicht nur bei den wichtigen Bauten in Stockholm, Göteborg und Malmö, sondern auch bei kleineren Bauten in der Provinz. Für letztere wurden zehn Standardmodelle geschaffen, die mit kleineren Abweichungen im ganzen Land umgesetzt wurden.
Edelsvärd schrieb eine Reihe von Abhandlungen zur Stadtplanung. Dazu schuf er eine Liste von Vorgaben, die beim Städtebau eingehalten werden sollten. Er forderte zum Beispiel offene Plätze und Bepflanzungen sowie eine Teilung der Stadt durch zwei parallele Hauptstraßen, die einen Park einfassen. Weiterhin sollten sich die wichtigsten Gebäude der Stadt (bei ihm Bahnhof und Kirche) an den Endpunkten der Hauptverkehrsachse befinden. Umgesetzt wurden seine Gedanken in Nässjö, wo eine Esplanade vom Bahnhof zum Marktplatz führt und in Hässleholm, wo Bahnhof und Kirche die Hauptstraße beiderseits abschließen.

## Ausgewählte Gebäude
- Stockholms centralstation
- Göteborgs centralstation
- Malmö centralstation
- Hauptbahnhof Norrköping
- Uppsala centralstation
- Hauptbahnhof Linköping
- Hauptbahnhof Örebro
- 3 Kirchen in Göteborg
- Kirche von Trollhättan
- Värtans station